# Amseloecia arabica
Amseloecia arabica is een vlinder uit de familie sikkelmotten (Oecophoridae). De wetenschappelijke naam van deze soort is voor het eerst geldig gepubliceerd in 1983 door Povolny.
De soort komt voor in tropisch Afrika.